# Xylionulus epigrus
Xylionulus epigrus is een keversoort uit de familie boorkevers (Bostrichidae). De wetenschappelijke naam van de soort is voor het eerst geldig gepubliceerd in 1906 door Lesne.